# Roth an der Our
 Roth an der Our là một đô thị ở huyện Bitburg-Prüm, trong bang Rheinland-Pfalz, phía tây nước Đức. Đô thị Roth an der Our có diện tích 1,9 km², dân số thời điểm ngày 31 tháng 12 năm 2006 là 183 người.